# Jamala al-Baidhani
Jamala al-Baidhani (Al Aeoff, Al-Baydha, 1977 - Sanà, 15 de desembre de 2012) va ser una activista iemenita que va donar suport als drets civils de les dones i les persones amb diversitat funcional. És la fundadora de l'Associació Al-Tahadi per a dones amb discapacitat, el primer grup del Iemen dedicat a ajudar les noies amb capacitats especials.

## Biografia
Va ser una nena activa fins que va contreure meningitis als set anys i es va quedar paralitzada per complicacions relacionades amb la malaltia. Quan es va recuperar, Al-Baidhani va haver de fer servir sempre una cadira de rodes per desplaçar-se.
Va decidir lluitar com a membre d'una associació per a persones amb alguna diversitat funcional per ajudar altres joves a millorar les seves condicions de vida. Amb fons britànics va fer un estudi de camp sobre la situació d'aquestes joves al seu país i el 1995 va començar a treballar com a Coordinadora Nacional dels Drets de la Discapacitat per al Programa de Rehabilitació Comunitària (CBR) del Ministeri d'Acció Social. També va ingressar a la Universitat i va obtenir la llicenciatura en Ciències Socials.
Més tard va adonar-se que no podia assolir l'objectiu d'oferir serveis a les dones amb diversitat funcional treballant des del govern, perquè al Iemen, la majoria de les persones afectades confien en les organitzacions no governamentals (ONG) o bé en organitzacions de persones amb discapacitat (DPO). Al-Baidhani va fundar aleshores Al-Tahadi com a DPO el 1998. I es va convertir en presidenta de la Challenge Association for Disabled Women (CADW), des d'on va poder ajudar centenars de noies joves a assolir educació i autosuficiència.
Més tard, el 2006, va fundar l'ONG Alesrar per al Desenvolupament Juvenil, que forma voluntaris i ajuda a coordinar el voluntariat que treballa per a persones amb diversitat funcional.
El 2007, l'ambaixada dels Estats Units al Iemen la va homenatjar com a Dona de coratge. L'any 2008, l'ambaixada de Kuwait a Sanà va atorgar a Al-Baldhani 30.000 dòlars per a contribuir a la seva feina amb l'ONG.
Entre 2005 i 2012, Jamala al-Baidhani havia creat un centre d'intervenció primerenca, un centre de rehabilitació, una clínica dental, un centre d'educació en mitjans de comunicació, una cuina benèfica, una biblioteca i un centre de fisioteràpia. També va procurar les possibilitats de trasllat i residència a persones procedents de pobles llunyans.
El 2012, Al-Baidhani va morir a Sanà per complicacions d'una malaltia respiratòria. Va ser enterrada al cementiri de Majel Al-Dema. Al-Baidhani va rebre el segon premi Balquis a títol pòstum el 2013, un premi que reconeix les dones que han fet una «contribució excepcional al desenvolupament de les dones iemenites».